# Campeonato Mundial de Patinaje de Velocidad sobre Hielo en Distancia Individual de 1996
El I Campeonato Mundial de Patinaje de Velocidad sobre Hielo en Distancia Individual se celebró en Hamar (Noruega) entre el 15 y el 17 de marzo de 1996 bajo la organización de la Unión Internacional de Patinaje sobre Hielo (ISU) y la Federación Noruega de Patinaje sobre Hielo.
Las competiciones se realizaron en el Pabellón Olímpico de la ciudad noruega.

## Medallistas

### Masculino
| Evento   | Oro                                       | Plata                                | Bronce                                  |
| -------- | ----------------------------------------- | ------------------------------------ | --------------------------------------- |
| 500 m    | Hiroyasu Shimizu Japón 72,06 s            | Serguei Klevchenia · Rusia · 72,21 s | Roger Strøm · Noruega · 72,85 s         |
| 1000 m   | Serguei Klevchenia · Rusia · 1:13,30      | Ådne Søndrål · Noruega · 1:13,78     | Jaegal Sung-Yeol Corea del Sur 1:14,16  |
| 1500 m   | Jeroen Straathof · Países Bajos · 1:53,94 | Ådne Søndrål · Noruega · 1:54,14     | Martin Hersman · Países Bajos · 1:54,38 |
| 5000 m   | Ids Postma · Países Bajos · 6:47,09       | Keiji Shirahata Japón 6:47,20        | Gianni Romme · Países Bajos · 6:48,21   |
| 10 000 m | Gianni Romme · Países Bajos · 14:05,46    | Bart Veldkamp · Bélgica · 14:15,20   | Frank Dittrich · Alemania · 14:15,33    |

### Femenino
| Evento | Oro                                       | Plata                                   | Bronce                                     |
| ------ | ----------------------------------------- | --------------------------------------- | ------------------------------------------ |
| 500 m  | Svetlana Zhurova · Rusia · 79,30 s        | Kyoko Shimazaki Japón 79,47 s           | Tomomi Okazaki Japón 79,56 s               |
| 1000 m | Annamarie Thomas · Países Bajos · 1:21,01 | Christine Witty Estados Unidos 1:21,25  | Emese Hunyady · Austria · 1:21,53          |
| 1500 m | Annamarie Thomas · Países Bajos · 2:04,46 | Claudia Pechstein · Alemania · 2:05,22  | Sandra Zwolle · Países Bajos · 2:05,26     |
| 3000 m | Gunda Niemann · Alemania · 4:13,83        | Claudia Pechstein · Alemania · 4:18,17  | Liudmila Prokashova · Kazajistán · 4:20,90 |
| 5000 m | Claudia Pechstein · Alemania · 7:26,36    | Carla Zijlstra · Países Bajos · 7:28,79 | Elena Belci · Italia · 7:30,66             |

## Medallero
| Núm. | País           | Oro | Plata | Bronce | Total |
| ---- | -------------- | --- | ----- | ------ | ----- |
| 1    | Países Bajos   | 5   | 1     | 3      | 9     |
| 2    | Alemania       | 2   | 2     | 1      | 5     |
| 3    | Rusia          | 2   | 1     | 0      | 3     |
| 4    | Japón          | 1   | 2     | 1      | 4     |
| 5    | Noruega        | 0   | 2     | 1      | 3     |
| 6    | Bélgica        | 0   | 1     | 0      | 1     |
| 6    | Estados Unidos | 0   | 1     | 0      | 1     |
| 8    | Austria        | 0   | 0     | 1      | 1     |
| 8    | Corea del Sur  | 0   | 0     | 1      | 1     |
| 8    | Italia         | 0   | 0     | 1      | 1     |
| 8    | Kazajistán     | 0   | 0     | 1      | 1     |
|      | TOTAL          | 10  | 10    | 10     | 30    |